# 朱见湜
朱見湜（1449年8月2日—1451年8月30日），是明英宗朱祁鎮庶三子，母靖莊安穆宸妃萬氏。朱見湜在正統十四年七月十四（1449年8月2日）出生，景泰二年八月初五（1451年8月30日）去世，年三歲。